# MacLellan
MacLellan (McLellan, Maclellan) – szkockie nazwisko i nazwa klanu.
Nazwisko pochodzi od gaelickiego MacGille Fhaolain - syn sługi św. Fillana.